# 오토베정
오토베정(일본어: 乙部町)은 일본 홋카이도 남서부 히야마 진흥국 관내 중부에 있는 동해와 접하는 정이다. 정의 이름은 아이누어의 ‘오트운페’(オトウンペ, 하구에 늪이 있는 강)에서 유래한다.

## 지리
남쪽은 에사시정, 북쪽은 야쿠모정과 인접하고 동쪽은 앗사부정과도 경계를 이루며 서쪽은 동해와 접한다. 길이는 동서 17.3km, 남북 15.6km이고, 면적은 162.53km2이다. 정 전체가 파상성 구릉지이며, 해안선까지 산이 뻗어 있어 평야부는 적다. 해안부의 대부분은 히야마 도립 자연공원으로 지정되어 있다. 해안을 따라 국도 229호선이 지난다. 면적의 81%가 산림이며 인구는 해안부의 취락에 집중되어 있다.

### 인접한 자치체
- 히야마 진흥국
  - 히야마군 에사시정, 앗사부정

- 오시마 종합진흥국
  - 후타미군 야쿠모정

## 역사
- 1902년 - 정촌제 시행으로 오토베촌이 성립하였다.
- 1965년 - 정으로 승격해 오토베정이 되었다.

## 산업
오징어, 송어, 대구 등 수산업이 중심이다. 벼, 감자, 딸기, 브로콜리, 대두 등 농업도 왕성하다.

## 교통

### 도로
- 국도 229호선(일본어판)
- 국도 276호선(중복도로)
- 국도 277호선(중복도로)